# نيت هيثيرنغتون
نيت هيثيرنغتون (بالإنجليزية: Nate Hetherington)‏ هو لاعب كرة قدم أمريكي، ولد في 30 أبريل 1974 في سان دييغو في الولايات المتحدة. لعب مع أتلانتا سيلفرباكس.